# Sebastian Merkle
Pour les articles homonymes, voir Merkle.
Sebastian Merkle (né le 28 août 1862 à Ellwangen, mort le 24 avril 1945 à Wargolshausen) est un théologien catholique et historien de l'église allemand.

## Biographie
Sebastian Merkle, le plus jeune de neuf enfants d'une famille de paysans, étudie après l'abitur d'Ellwangen en 1882 au Wilhelmsstift (de) de Tübingen et entre au séminaire du diocèse de Rottenburg-Stuttgart en 1886. Le 19 juillet 1887, il est ordonné prêtre par l'évêque de Rottenburg, Karl Joseph von Hefele. Il travaille dans la pastorale à Schwäbisch Gmünd et Schramberg. En 1888, il devient maître de conférences en philosophie où il obtient également un doctorat en 1892 avec une thèse sur Giovanni Dominici. De 1894 à 1897, Merkle effectue des séjours de recherche en tant que membre de la Société Görres aux archives du Vatican à Rome, à la Bibliothèque nationale de Naples ainsi qu'en Espagne, à Budapest, à Vienne et à Munich. En 1898, avec une thèse sur l'histoire du concile de Trente à la Faculté catholique et théologique de Tübingen, il obtient un doctorat en théologie.
En 1898, il se voit offrir une chaire d'histoire de l'Église, d'histoire du dogme chrétien et d'archéologie chrétienne à l'université de Wurtzbourg. En 1904, il est élu recteur de l'université de Wurtzbourg. Un de ses étudiants à Würzburg est Julius Döpfner. En 1933, il est professeur émérite. Merkle contribue de manière significative à l'objectivation de la relation alors extrêmement conflictuelle entre catholiques et protestants, par exemple en tant qu'expert dans le procès Beyhl-Berlichingen, où il rejette les clichés anti-luthériens du jésuite Adolf von Berlichingen (de) comme superficiels et faux. En outre, il critique les propos blessants de l'historien de l'Église catholique Heinrich Denifle dans son travail sur Martin Luther, mais souligne que ceux-ci sont également un écho de la diffamation protestante contre la science catholique.
Merkle publie de nombreux ouvrages importants. Son essai Vergangenheit und Gegenwart der katholisch-theologischen Fakultäten, publié en 1913, est mis à l’Index librorum prohibitorum.
Lors du bombardement de Wurtzbourg le 16 mars 1945, il perd sa bibliothèque de 25 000 volumes. Il reste avec un ancien élève qui est chapelain à Wargolshausen et meurt peu de temps après à cause de son corps faible.

## Distinctions
- IVe classe avec couronne de l'ordre de Saint-Michel (1913)
- Croix du Roi Louis (1915)
- Sénateur de l'Académie allemande (de) (1925)
- Membre correspondant de l'Académie bavaroise des sciences
- Médaille Goethe pour l'art et la science (1942)
- Médaille commémorative d'or par Pie XI